# 李漸鴻
李漸鴻（1811年2月8日—1858年），派名智性，字用之，號頻洲，貴州鎮遠府鎮遠縣人，原籍山西太原府太原縣，清朝政治人物。

## 生平
道光二十年（1840年）舉人。道光三十年（1850年）進士。引見以知縣即用。
咸豐二年（1852年），任四川鄰水縣知縣。
咸豐三年十二月，續捐軍餉賞給隨帶加一級。
咸豐四年（1854年），署秀山縣知縣，九月至。
咸豐六年，督兵堵剿黔匪，免補本班，以同知直隸州遇缺即補，並賞加知府銜，賞戴花翎。
咸豐八年（1858年），知府銜署酉陽直隸州知州。總辦酉秀邊防，同年跨境協剿貴州思南府黔匪，力竭陣亡，加贈太僕寺卿銜，議給雲騎尉世職，襲次完時給予恩騎尉世襲。